# (5234) Sechenov
(5234) Sechenov (1989 VP) – planetoida z pasa głównego asteroid okrążająca Słońce w ciągu 4,59 lat w średniej odległości 2,76 j.a. Odkryta 4 listopada 1989 roku.